# Canthigaster bennetti
Canthigaster bennetti, tên thông thường là cá nóc Bennett, là một loài cá biển thuộc chi Canthigaster trong họ Cá nóc. Loài này được mô tả lần đầu tiên vào năm 1854.

## Phân bố và môi trường sống
C. bennetti có phạm vi phân bố rộng khắp vùng biển Ấn Độ Dương - Thái Bình Dương. Ở Ấn Độ Dương, loài này được tìm thấy dọc theo vùng bờ biển Đông Phi, bao gồm Madagascar và các hòn đảo xung quanh; ở phía đông, C. amboinensis có mặt tại phía nam Ấn Độ, Sri Lanka, Lakshadweep và Maldives. Ở Tây Thái Bình Dương, C. amboinensis được tìm thấy xung quanh quần đảo Mã Lai, trải rộng về phía đông đến các đảo thuộc 3 tiểu vùng: Melanesia, Micronesia và Polynesia. Phía bắc đến đảo Đài Loan và phía nam Nhật Bản. Phía nam trải dài đến hai bờ đông Úc và các rạn san hô trên biển Timor. Ở phía đông Thái Bình Dương, C. bennetti được biết đến tại quần đảo Galapagos. Loài này sống xung quanh các rạn san hô ở độ sâu khoảng từ 15 m trở lại.

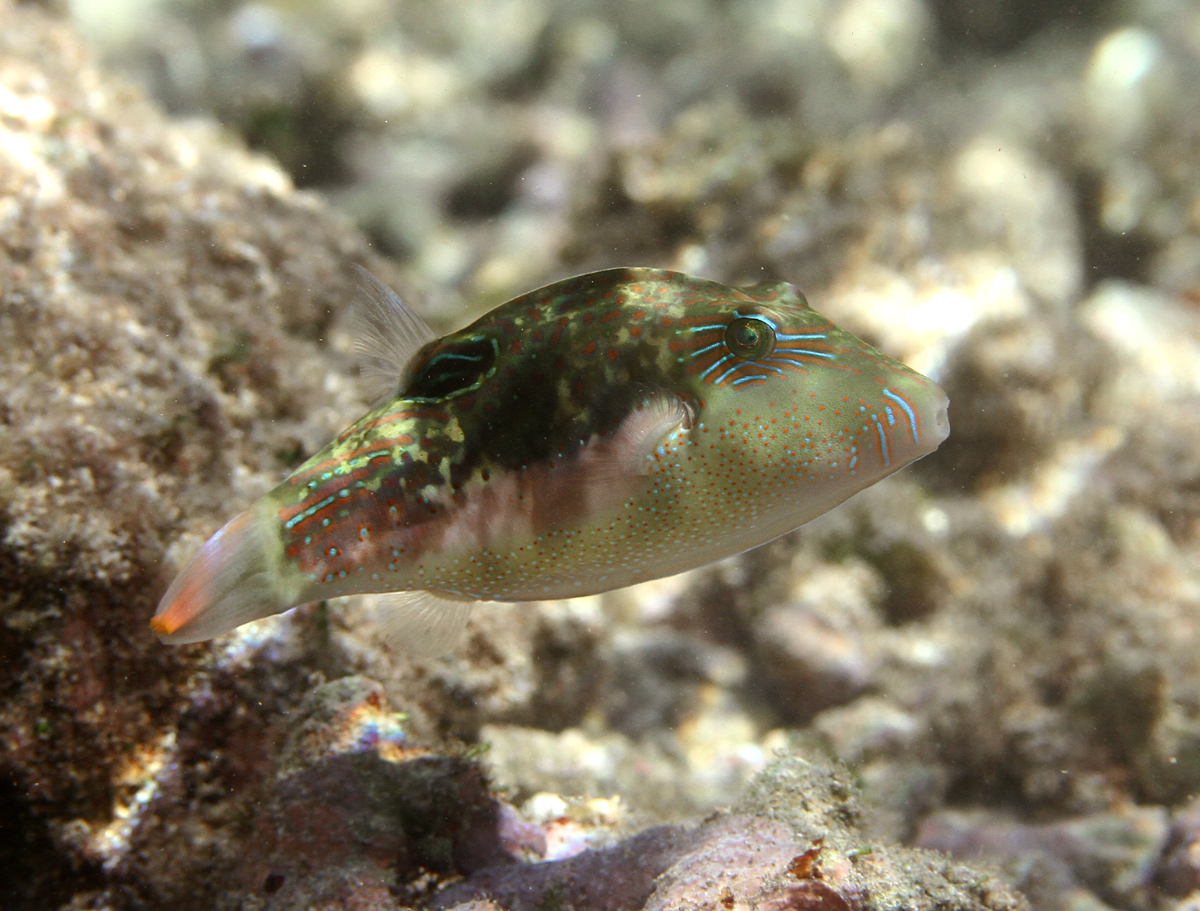
C. bennetti

## Mô tả
C. bennetti trưởng thành có kích thước tối đa được ghi nhận là khoảng 10 cm. Nửa thân trên có màu nâu lục, nửa dưới màu trắng. Thân có nhiều vệt đốm cam và các sọc màu xanh sáng. Xung quanh mắt tỏa ra các đường sọc màu xanh lục lam và vệt màu cam. Đầu có những sọc màu xanh lơ trên cằm. Có một đốm lớn màu đen ở gốc vây lưng.
Số gai ở vây lưng: 0; Số tia vây mềm ở vây lưng: 9 - 11; Số gai ở vây hậu môn: 0; Số tia vây mềm ở vây hậu môn: 9 - 10; Số tia vây mềm ở vây ngực: 15 - 18.
Cũng như những loài cá nóc khác, C. bennetti có khả năng sản xuất và tích lũy các độc tố như tetrodotoxin và saxitoxin trong da, tuyến sinh dục và gan. Mức độ độc tính khác nhau tùy theo từng loài, và cũng phụ thuộc vào khu vực địa lý và mùa.
Thức ăn của C. bennetti là các loài động vật giáp xác và động vật thân mềm. Chúng có thể hợp thành đàn lớn (khoảng hơn 10.000 cá thể) hoặc bơi theo cặp. C. bennetti được đánh bắt nhằm mục đích thương mại cá cảnh.